# Kriegerdenkmal Wallwitz

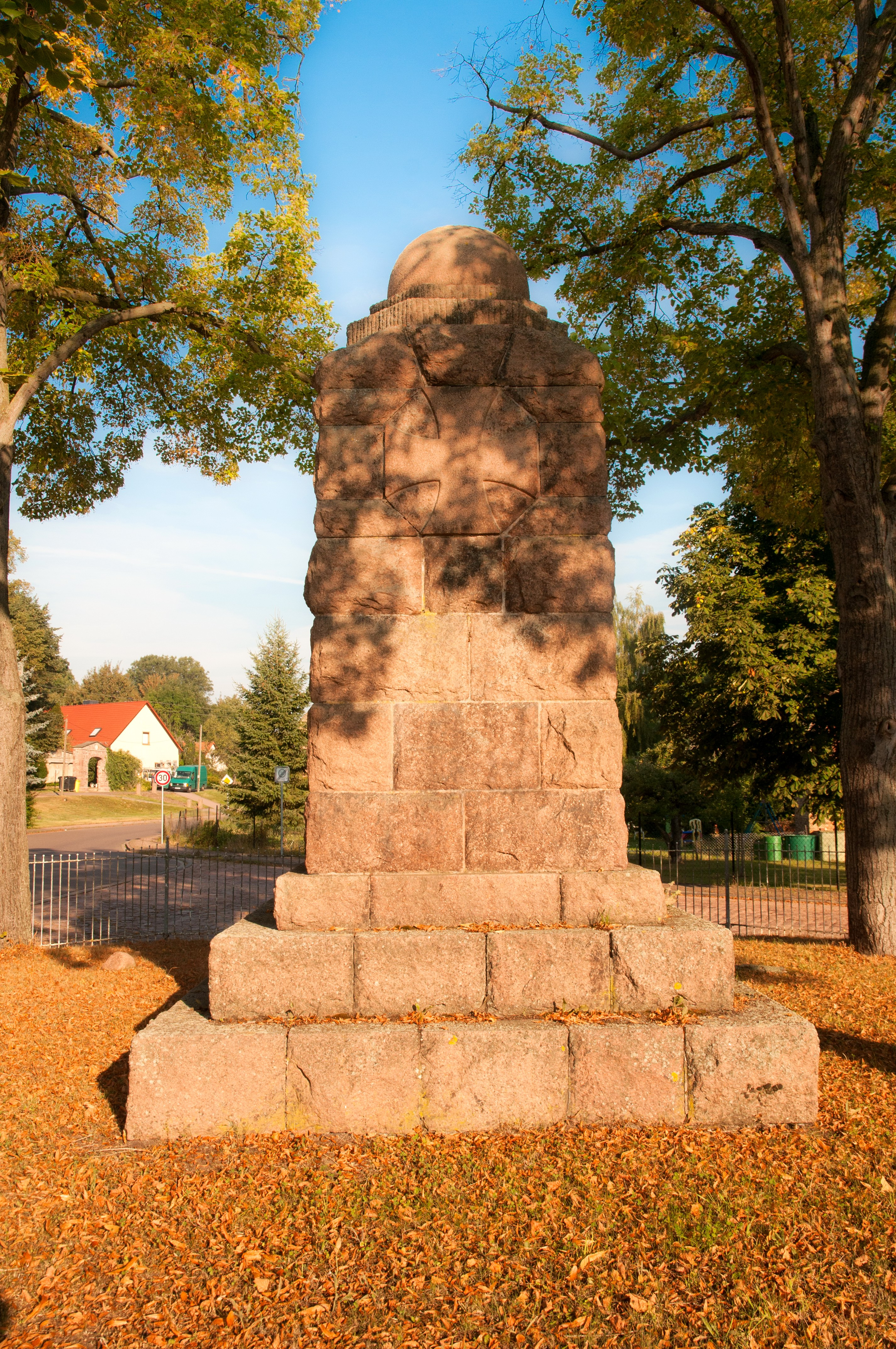
Kriegerdenkmal in Wallwitz

Das Kriegerdenkmal Wallwitz ist ein denkmalgeschütztes Kriegerdenkmal im Ortsteil Wallwitz der Gemeinde Petersberg in Sachsen-Anhalt.
Im örtlichen Denkmalverzeichnis ist das Kriegerdenkmal unter der Erfassungsnummer 094 55503 als Baudenkmal verzeichnet.
Das Kriegerdenkmal in Wallwitz befindet sich an der Straße Zum Denkmal. Das Denkmal wurde zur Erinnerung an die Gefallenen des Ersten Weltkriegs aufgestellt. Es handelt sich bei dem Denkmal um eine Stele aus Porphyr, die von einem Soldatenhelm gekrönt und von vier Eisernen Kreuzen verziert ist. Das Eiserne Kreuz an der Westseite ist kleiner als die anderen drei. Auf der Westseite befindet sich auch die Inschrift. Sie lautet Unsern treuen Toten, es folgen die Namen der 17 Gefallenen und geht weiter mit einem Bibelzitat von Johannes Niemand hat grössere Liebe denn die, dass er sein Leben lässet für seine Freunde.